# Daniela Pereira
Daniela Pereira, née le 23 juillet 1990 à Ermesinde, Valongo, est une joueuse internationale portugaise de handball, évoluant au poste de gardienne de but.

## Biographie
Daniela Pereira débute en équipe nationale portugaise en 2008 à l'âge de 17 ans. Avec le Portugal, elle participe au championnat d'Europe 2008 où elle croise son modèle, Katrine Lunde. Elle rejoint la France et Le Havre en 2010 après la fin de ses études.
À l'été 2012, elle quitte Le Havre pour Fleury, à la suite de son entraîneur Frédéric Bougeant.
Lors de la saison 2015-2016, elle remporte avec Brest la coupe de France 2016 et termine championne de France de D2 en restant invaincue. Après trois saisons, elle quitte ensuite Brest et s'engage avec Saint-Amand-les-Eaux.

## Palmarès

### En club
compétitions internationales
- vainqueur de la coupe Challenge en 2012 (avec Le Havre AC)

compétitions nationales
- vainqueur de la coupe de France en 2016 (avec Brest Bretagne Handball)
- vice-championne de France en 2013
- championne de France de D2 en 2016 (avec Brest Bretagne Handball)
- championne de France de Nationale 1 en 2014 (avec Brest Bretagne Handball)

### En sélection
- 16e place  au championnat d'Europe 2008